# Косяк Саргина

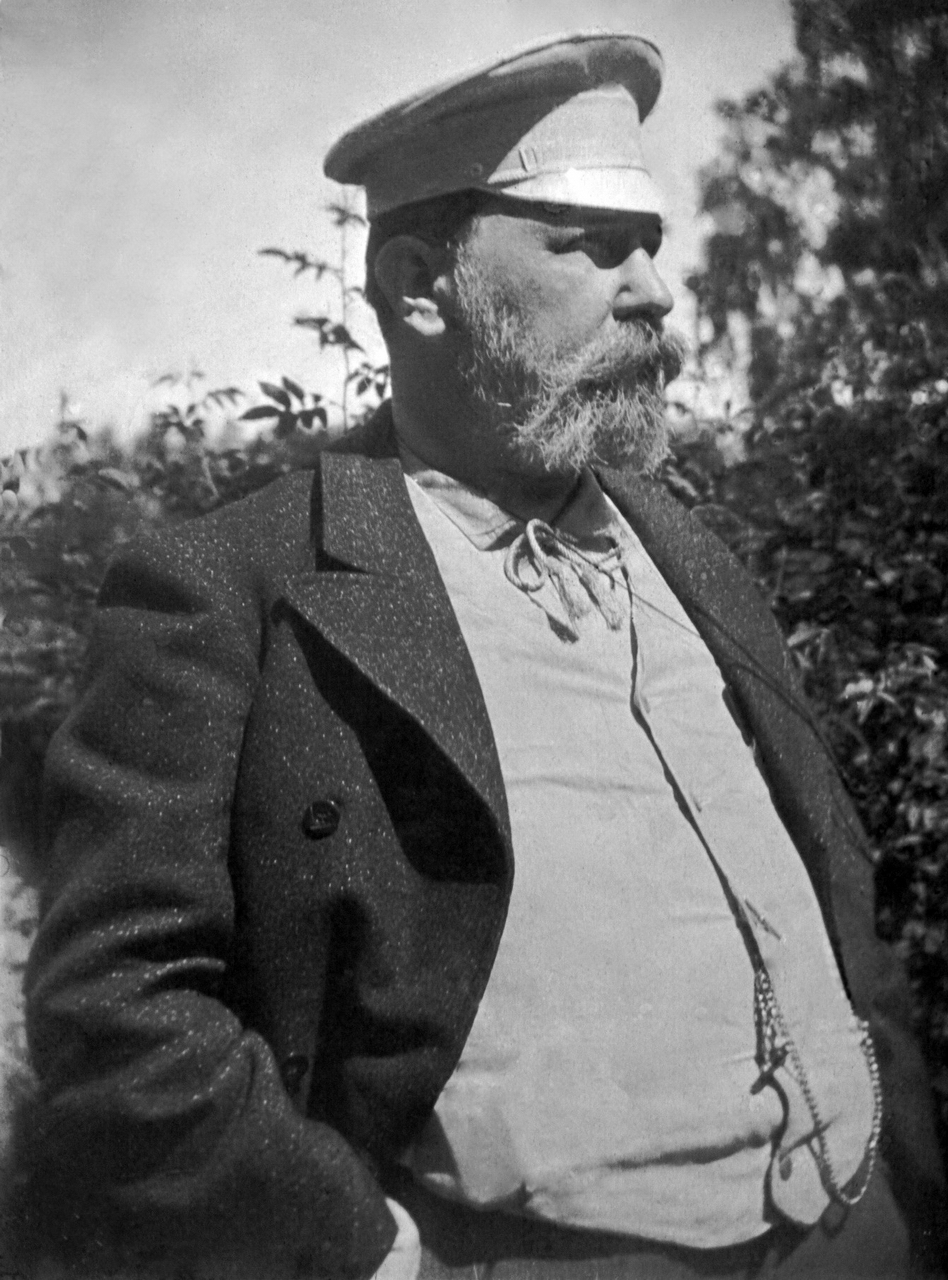
Давыд Иванович Саргин

Косяк Саргина — дебют в русских шашках. Возникает из дебюта косяк (точнее — классический косяк) после ходов 1. cb4 fg5. 2. gf4 gf6. 3. bc3 bc5. 4.ba5 gh4. 5. cd4. Известны другие возможности розыгрыша партии, сводящие к табии дебюта:
- 1.cd4 fg5 2.bс3 gf6 3.cb4 bс5 4.d:b6 a:с5;
- 1.ab4 bc5 2.bа3 fg5 3.cd4 gf6 4. d:b6 a:c5;
- 1. gf4 fg5 2. cd4 bc5 3.d:b6 a:c5 4.bс3 gf6 5.сb4 и т. д.

Встречаются партии, где черные своим вторым или третьим ходом занимают поле h4. При этом обычно возникают позиции, характерные для косяка Саргина, но бывают и исключения.
После ответа чёрных 5…fg5 переходит в самостоятельный дебют Косяк Перельмана, отличающейся тяжелой защитой белых.

## История дебюта
Дебюту свыше 100 лет, с него многие начинают познавать теорию шашечной игры, и, конечно, он хорошо исследован (Теоретические заметки. Косяк Саргина//ж. «Шашечный мир», № 4/6, 2002, С. 32).
Разработан дебют Василием Воронцовым, углублено и расширено его учениками Ф. А. Кауленом и С. А. Воронцовым. В то время это начало называли просто «косяк» (Медков В. В., Мишин А. К. Азбука шашечной игры и 150 партий с ловушками. С.79).
По предложению В. К. Лисенко название дебют получил по фамилии шашиста Саргина (1859—1912). Ему принадлежит красивая идея выигрыша в одном из вариантов после 6…hg7?, осуществленная в партии Саргин — Capt. Nemo: 1. gf4 fg5 2. cb4 gf6 3. bс3 bc5 4. cd4 gh4 5. d:b6 a:c5 6. ab2 hg7 (Теоретические заметки. Косяк Саргина//ж. «Шашечный мир», № 4/6, 2002, С. 32).
Значительный вклад внесли в его разработку В.Литвинович, В. Михеев, В.Вершулис, В.Высоцкий, М.Островский.
В 1993 году появилась статья В.Ефимчука «Сенсация спустя век» (ж. «Интеллектуальные игры», #7) и «это начало получило поистине второе дыхание» (Высоцкий В. М., Горин А. П. Дебютная энциклопедия по русским шашкам. Том II. Системы с 1.c3-b4. Дебюты: Косяк, Обратный косяк, Отказанный косяк, Обратная городская партия. М.: 2005. С. 269).

## Примеры партий
Популярный дебют. 10 партий сыграли на 6-й чемпионате мира по русским шашкам по электронной переписке.
Лапшин А. В. — Гриневич В. Я. 1:1 1.ab4 bc5 2.ba3 fg5 3.cd4 gf6 4.d:b6 a:c5   5.ab2 gh4 6.gf4 fg5 7.dc3 ef6 8.ba5 fe5   9.cb4 e:g3 10.h:f4 de5 11.b:d6 e:g3 12.gh2 c:e5 13.h:d6 gf4 14.e:g5 h:f4 15.ab6 fg3 16.ab4 gh2 17.fg3 h:f4 18.dc7 b:d6 19.bc5 d:b4 20.bc3 b:d2 21.c:g5 h:f6 22.ed2 fg7 23.dc3 gh6 24.ba7 dc7 25.ab8 cd6 26.b:g7 h:f6 =
Беликов А. Г. — Шеламенов В. И. 1:1 1.cb4 fg5 2.bc3 bc5 3.cd4 gf6 4.d:b6 a:c5   5.ab2 gh4 6.ba5 hg7 7.ed4 c:e3 8.f:d4 h:f2   9.e:g3 hg5 10.gh4 gh6 11.de3 gf4 12.e:g5 h:f4 13.bc3 de5 14.ab4 ba7 15.cd2 ed6 16.de3 f:d2 17.c:e1 e:c3 18.b:d2 ab6 19.hg3 bc5 20.gf4 fe5 21.de3 e:g3 22.h:f2 de5 23.fg3 fg7 24.gf2 gh6 25.gf4 e:g3 26.f:h4 de7 27.ed2 =
Фролов О. Ю. — Шеламенов В. И. 1:1 1.cb4 fg5 2.bc3 bc5 3.cd4 gf6 4.d:b6 a:c5   5.ab2 gh4 6.bc3 cb6 7.cd4 ba5 8.d:b6 a:c7   9.gf4 hg7 10.dc3 dc5 11.b:d6 e:c5 12.cd2 fg5 13.cd4 fe7 14.d:b6 c:a5 15.dc3 ed6 16.cd4 de7 17.dc5 d:b4 18.a:c5 gf6 =
Навикаускас Э. — Богданова Т. А. 1:1 1.cb4 fg5 2.dc3 bc5 3.cd4 gf6 4.d:b6 a:c5   5.bc3 gh4 6.cd2 fg5 7.cd4 hg7 8.d:b6 c:c3   9.d:b4 gf6 10.ed4 de5 11.dc5 ed6 12.c:e7 f:d6 13.bc5 d:b4 14.a:c5 dc7 15.ab2 cd6 16.c:e7 f:d8 17.gf4 e:g3 18.h:f4 g:e3 19.f:d4 hg5 =
Бахтияров А. И. — Гриневич В. Я. 1:1 1.cd4 fg5 2.bc3 gf6 3.cb4 bc5 4.d:b6 a:c5   5.ab2 gh4 6.bc3 fg5 7.cd4 hg7 8.d:b6 c:c3   9.d:b4 gf6 10.ba5 fe5 11.ed4 e:c3 12.ab4 de5 13.b:d2 gf4 14.de3 f:d2 15.c:e3 ed6 16.gf4 e:g3 17.h:f4 dc5 18.fe5 fg7 19.ed4 c:e3 20.f:d4 =
Зулхайнаров Б. Ж. — Гриневич В. Я. 1:1 1.cd4 fg5 2.bc3 gf6 3.cb4 bc5 4.d:b6 a:c5   5.ab2 gh4 6.bc3 fg5 7.cd4 hg7 8.d:b6 c:c3   9.d:b4 gf6 10.ed4 de5 11.dc5 ed6 12.c:e7 f:d6 13.bc5 d:b4 14.a:c5 dc7 15.cb2 cd6 16.c:e7 f:d8 17.gf4 e:g3 18.h:f4 g:e3 19.f:d4 hg5 20.bc3 gf4 21.cb4 hg3 =
Иранильсон М. — Гриневич В. Я. 1:1 1.cd4 fg5 2.bc3 gf6 3.cb4 bc5 4.d:b6 a:c5   5.ab2 gh4 6.bc3 fg5 7.cd4 hg7 8.d:b6 c:c3   9.d:b4 gf6 10.ed4 de5 11.dc5 ed6 12.c:e7 f:d6 13.bc5 d:b4 14.a:c5 dc7 15.cb2 cd6 16.c:e7 f:d8 17.gf4 e:g3 18.h:f4 g:e3 19.f:d4 hg5 20.bc3 gf4 21.cb4 hg3 22.gh2 bc7 23.dc5 cd6 24.c:e7 d:f6 25.bc5 =
Семенюк В. М. — Гриневич В. Я. 1:1 1.cd4 fg5 2.bc3 gf6 3.cb4 bc5 4.d:b6 a:c5   5.ab2 gh4 6.bc3 fg5 7.cd4 hg7 8.d:b6 c:c3   9.d:b4 gf6 10.ed4 de5 11.dc5 ed6 12.c:e7 f:d6 13.bc5 d:b4 14.a:c5 dc7 15.cb2 cd6 16.c:e7 f:d8 17.gf4 e:g3 18.h:f4 g:e3 19.f:d4 hg5 20.de5 dc7 21.ef2 cd6 22.e:c7 b:d6 23.fe3 =
Варкаускас Р. П. — Гриневич В. Я. 1:1 1.cd4 fg5 2.bc3 gf6 3.cb4 bc5 4.d:b6 a:c5   5.ab2 gh4 6.bc3 fg5 7.gf4 hg7 8.cd4 gf6   9.d:b6 c:c3 10.d:b4 dc5 11.b:d6 e:c5 12.cb2 fe7 13.bc3 ed6 14.hg3 bc7 15.ed4 g:e3 16.d:b6 c:a5 17.f:d4 h:f2 18.e:g3 hg5 19.ab4 de7 20.gh4 gf4 21.gh2 de5 22.bc5 fe3 23.d:f2 ef4 24.fg3 fe5 25.cd4 e:c3 26.g:e5 cb2 27.ed6 ef6 28.dc7 ba1 =
Овсянников М. А. — Тарасян К. А. 1:1 1.cd4 fg5 2.bc3 gh4 3.cb4 bc5 4.d:b6 a:c5   5.gf4 gf6 6.ab2 fg5 7.ba5 hg7 8.dc3 cb4   9.a:c5 d:d2 10.e:c3 ed6 11.cd4 gf6 12.dc5 d:b4 13.a:c3 fe5 14.f:d6 c:e5 15.ba3 ba7 16.ed4 dc7 17.d:f6 g:e7 18.hg3 hg5 19.cd2 ed6 20.de3 gf4 21.e:g5 h:f6 22.fe3 =
Родригес А. — Йодешка И. И. 1:1 1.ed4 fg5 2.cb4 bc5 3.d:b6 a:c5 4.bc3 gh4   5.de3 gf6 6.gf4 fg5 7.ba5 cb4 8.a:c5 d:d2   9.e:c3 ed6 10.cd4 de5 11.d:f6 g:e7 12.ed4 hg7 13.fg3 h:f2 14.g:e3 gf6 15.hg3 cb6 16.a:c7 d:b6 17.ab2 ed6 18.gh4 fe7 19.cd2 ba5 20.dc3 ba7=